# Sunnitsko-šíitský konflikt v Iráku
Sunnitsko-šíitský konflikt v Iráku se odehrává na pozadí dvou hlavních větví islámu – sunnitské a šíitské, na území iráckého státu. 

## Islám: sunnité a šíité
O islámu se mluví jako o nejmladším náboženství. Vznikl v 7. století a ve stejném století se stihl rozdělit na dvě hlavní větve – sunnity a šíity. Z celkového počtu muslimů, který se odhaduje na cca 1,8 miliardy, je až 90 % sunnitů a 10 % šíitů. Hlavní problém a příčina rozkolu vznikla při řešení otázky, kdo se stane následovníkem proroka Mohameda po jeho smrti, tedy i jakýmsi vůdcem muslimů. Sunnité zastávají názor, že touto funkcí může být pověřen kdokoliv, na kom se muslimská komunita shodne. Šíité se ale drží toho názoru, že jediný opravdový následovník může být přímý příbuzný proroka. I přes jisté společné rysy a tradice byl tento problém ale natolik silný, že vedl k bojům mezi oběma frakcemi. Největší rozkoly se však dnes dostávají do politiky. Přestože většina sunnitů a šíitů je schopna žít společně v míru, současné globální politické rysy přinesly polarizaci a sektářství na novou úroveň. Sunnitsko-šíitské konflikty zuří v Iráku, Sýrii, Libanonu a Pákistánu a rozdělení se napříč muslimským světem prohlubuje. Toto historické schisma stále proniká do každodenního života muslimů po celém světě.

## Sunnitsko-šíitský konflikt v Iráku

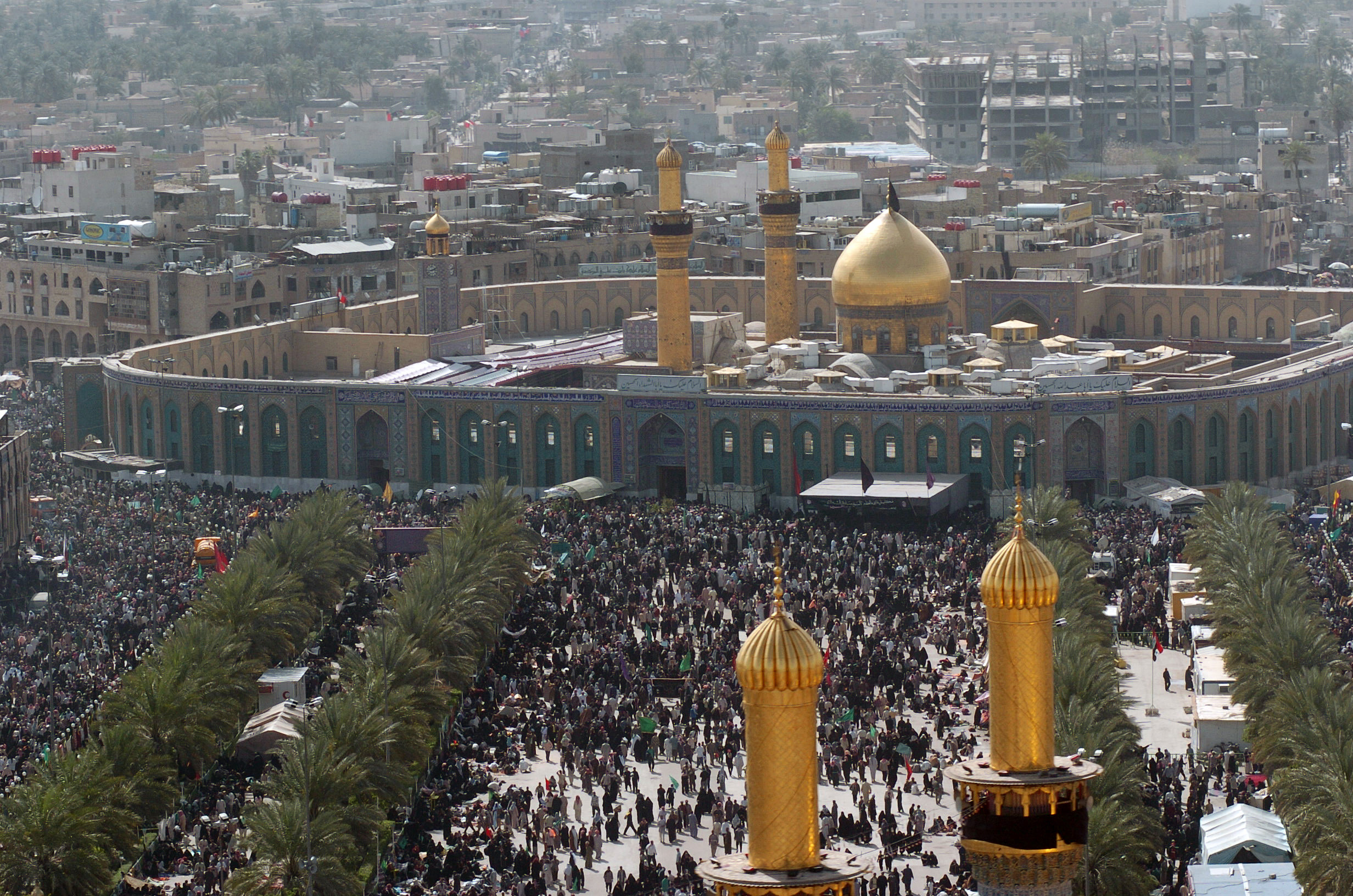
Svatyně imáma Husajna v iráckém Karbalá, které je pro šíity jedním z nejsvětějších měst na světě

Téměř 80 % Iráčanů je Arabů, zatímco 15–20 % tvoří Kurdové – odlišná etnická skupina s vlastním jazykem, historií a kulturou. Šíité tvoří asi 60 % irácké populace a sunnité dalších 35 %. Za vlády Saddáma Husajna vládla sekulární sunnitská elita, která zlomyslně utlačovala šíitskou většinu i kurdskou menšinu. Současný konflikt mezi sunnity a šíity v Iráku je tak založen nejen na schizmatu, ke kterému došlo před 1400 lety, ale také na politice Saddáma Husajna.

### Situace za vlády Saddáma Husajna
Od momentu, kdy se Saddám Husajn chopil moci, nemilosrdně likvidoval veškerou opozici. Během irácko-íránské války se Husajn obával íránského vlivu na irácké šíitské obyvatelstvo natolik, že raději na 40 000 šíitů do Íránu deportoval, aby zabránil riziku svrhnutí jeho režimu. Silnou opozici tvořili i Kurdové, proti kterým byla rovněž rozpoutána surová kampaň. Po irácké prohře ve válce v Zálivu utlačované většině obyvatelstva svitla nová naděje na změnu, když americký prezident Bush starší Iráčany vyzval ke svržení režimu. Vypukla šíitská i kurdská povstání, ale zahraniční podpory se nakonec nedočkaly z obavy narušení stability v regionu. Zato byly proti povstalcům vyslány jednotky Irácké republikánské gardy, které brutálním potlačením povstání přinesla na 50 000 obětí a dalších 50 000 emigrovalo. Kurdům oproti tomu byl nabízen dialog a rozsáhlá autonomie, po které prahli. Sliby ale nakonec úplně naplněny nebyly.

### Situace za americké intervence a po ní
S Bushem mladším na postu prezidenta se přístup USA k Iráku prudce změnil, a 20. března 2003 s koaličními silami intervenovaly do Iráku a podařilo se jim zbavit Iráčany brutálního diktátora, jak měli v plánu. Nastolení americké přímé okupační správy a následná debaasizace se velice brzy projevily v sunnitsko-šíitských vztazích zabíjením šíitů, vzestupem irácké al-Kajdy a jejích útoku na šíitská posvátná místa a následným vražděním sunnitů šíity. Toto vyhrocení se nakonec obrátilo proti koaličním jednotkám. V roce 2006 vznikla šíitská vláda, a to byl moment, kdy se sektářské násilí plně rozvinulo a tentokrát nastalo povstání sunnitů a velice brzy se Irák ocitl v občanské válce. Tyto události daly prostor i mnoha islamistickým organizacím, které se postupně transformovaly na tzv. Islámský stát v Iráku. Situace se postupně začala uklidňovat od roku 2007 další dva roky a na konci roku 2011 Irák opustili poslední američtí vojáci. To sice přineslo konec americké okupace, ale ne konec povstání proti ústřední vládě nebo konec násilí. Další nárůst sektářství totiž souvisel s občanskou válkou v Sýrii.